# یواس‌اس کارلان (ای‌ام‌سی-۴۴)
یواس‌اس کارلان (ای‌ام‌سی-۴۴) (به انگلیسی: USS Courlan (AMc-44)) یک کشتی بود که طول آن ۹۷ فوت ۵ اینچ (۲۹٫۶۹ متر) بود.